# Mitsubishi Heavy Industries Football Club 1983
Questa voce raccoglie le informazioni riguardanti il Mitsubishi Heavy Industries nelle competizioni ufficiali della stagione 1983.

## Stagione
Presentatosi ai nastri di partenza come squadra detentrice del titolo nazionale, il Mitsubishi Heavy Industries concluse il campionato a metà classifica, oscillando per gran parte del torneo nelle posizioni di classifica medio-bassa ed escludendo ogni possibilità di affrontare gli spareggi interdivisionali solo grazie ad una serie di sette punti nelle ultime cinque gare.
In entrambe le coppe, la squadra fu eliminata nella fase preliminare.

## Organigramma societario
Area direttiva
- Presidente: Yoshisada Okano

Area tecnica
- Allenatore: Kuniya Daini
- Vice allenatore: Hiroshi Ochiai

## Maglie e sponsor
Le maglie sono prodotte dalla Puma.
| Manica sinistra · Manica sinistra · Maglietta · Maglietta · Manica destra · Manica destra · Pantaloncini · Calzettoni |

## Rosa
| N. |                     | Ruolo | Calciatore        |
| -- | ------------------- | ----- | ----------------- |
| 1  | Giappone (bandiera) | P     | Mitsuhisa Taguchi |
| 3  | Giappone (bandiera) | D     | Kazuo Saitō       |
| 5  | Giappone (bandiera) | A     | Hiroshi Ochiai    |
| 9  | Giappone (bandiera) | A     | Kazuo Ozaki       |
| 11 | Giappone (bandiera) | A     | Hiromi Hara       |
| 21 | Giappone (bandiera) | C     | Atsushi Natori    |
| 22 | Giappone (bandiera) | P     | Satoshi Yamaguchi |
|    | Giappone (bandiera) | P     | Akihisa Sonobe    |
|    | Giappone (bandiera) | D     | Kunihiko Suzuki   |
|    | Giappone (bandiera) | D     | Satoshi Kitasato  |
|    | Giappone (bandiera) | D     | Yoichi Tachibana  |
|    | Giappone (bandiera) | D     | Akira Hashimoto   |

| N. |                     | Ruolo | Calciatore          |
| -- | ------------------- | ----- | ------------------- |
|    | Giappone (bandiera) | D     | Yoshimasa Miyazaki  |
|    | Giappone (bandiera) | D     | Miichiro Umeda      |
|    | Giappone (bandiera) | C     | Shūzō Nakamura      |
|    | Giappone (bandiera) | C     | Mitsuo Katō         |
|    | Giappone (bandiera) | C     | Masatoshi Matsunaga |
|    | Giappone (bandiera) | C     | Hiroshi Muramatsu   |
|    | Giappone (bandiera) | C     | Hiroyuki Tsujiya    |
|    | Giappone (bandiera) | A     | Koichi Kawazoe      |
|    | Giappone (bandiera) | A     | Hisao Sekiguchi     |
|    | Giappone (bandiera) | A     | Yasushi Yoshida     |
|    | Giappone (bandiera) | A     | Hiroshi Nagatomi    |

## Risultati

### JSL Division 1

#### Girone di andata
| Tokyo 3 aprile 1983 1ª giornata | Mitsubishi HI | 0 – 1 | Mazda |  |

| Tokyo 9 aprile 1983 2ª giornata | Mitsubishi HI | 0 – 3 | Nissan Motors |  |

| Iwata 17 aprile 1983 3ª giornata | Yamaha Motors | 1 – 0 | Mitsubishi HI |  |

| Tokyo 23 aprile 1983 4ª giornata | Mitsubishi HI | 4 – 1 | Yanmar Diesel |  |

| Kawasaki 1º maggio 1983 5ª giornata | Furukawa Electric | 0 – 0 | Mitsubishi HI |  |

| Tokyo 5 maggio 1983 6ª giornata | Mitsubishi HI | 2 – 2 | Hitachi |  |

| Kawasaki 11 maggio 1983 7ª giornata | Yomiuri | 0 – 2 | Mitsubishi HI |  |

| Tokyo 14 maggio 1983 8ª giornata | Mitsubishi HI | 0 – 1 | Honda |  |

| Tokyo 22 maggio 1983 9ª giornata | Mitsubishi HI | 2 – 0 | Fujita Kogyo |  |

#### Girone di ritorno
| Tokyo 16 ottobre 1983 10ª giornata | Fujita Kogyo | 1 – 1 | Mitsubishi HI |  |

| Hiroshima 22 ottobre 1983 11ª giornata | Mazda | 1 – 0 | Mitsubishi HI |  |

| Yokohama 30 ottobre 1983 12ª giornata | Nissan Motors | 1 – 0 | Mitsubishi HI |  |

| Tokyo 3 novembre 1983 13ª giornata | Mitsubishi HI | 0 – 1 | Yamaha Motors |  |

| Osaka 6 novembre 1983 14ª giornata | Yanmar Diesel | 1 – 1 | Mitsubishi HI |  |

| Tokyo 13 novembre 1983 15ª giornata | Mitsubishi HI | 1 – 0 | Furukawa Electric |  |

| Tokyo 20 novembre 1983 16ª giornata | Hitachi | 0 – 2 | Mitsubishi HI |  |

| Tokyo 23 novembre 1983 17ª giornata | Mitsubishi HI | 0 – 1 | Yomiuri |  |

| Hamamatsu 27 novembre 1983 18ª giornata | Mitsubishi HI | 2 – 1 | Honda |  |

### JSL Cup
| Toyama 18 giugno 1983 Secondo turno | Mitsubishi HI | 1 – 5 | Yanmar Diesel |  |

### Coppa dell'Imperatore
| Tokyo 18 dicembre 1983 Secondo turno | Mitsubishi HI | 1 – 2 (d.t.s.) | Fujitsu |  |

## Statistiche

### Statistiche di squadra
| Competizione          | Punti | Totale | Totale | Totale | Totale | Totale | Totale | DR |
| Competizione          | Punti | G      | V      | N      | P      | Gf     | Gs     | DR |
| --------------------- | ----- | ------ | ------ | ------ | ------ | ------ | ------ | -- |
| JSL Division 1        | 16    | 18     | 6      | 4      | 8      | 17     | 16     | +1 |
| JSL Cup               | -     | 1      | 0      | 0      | 1      | 1      | 5      | -4 |
| Coppa dell'Imperatore | -     | 1      | 0      | 0      | 1      | 1      | 2      | -1 |
| Totale                |       | 20     | 6      | 4      | 10     | 19     | 23     | -4 |

### Andamento in campionato
| Giornata  | 1 | 2  | 3  | 4  | 5 | 6 | 7 | 8 | 9 | 10 | 11 | 12 | 13 | 14 | 15 | 16 | 17 | 18 |
| --------- | - | -- | -- | -- | - | - | - | - | - | -- | -- | -- | -- | -- | -- | -- | -- | -- |
| Luogo     | C | C  | T  | C  | T | C | T | C | C | T  | T  | T  | C  | T  | C  | T  | C  | T  |
| Risultato | S | S  | S  | V  | N | N | V | S | V | N  | S  | S  | S  | N  | V  | V  | S  | V  |
| Posizione | 8 | 10 | 10 | 10 | 9 | 8 | 7 | 7 | 7 | 7  | 9  | 9  | 9  | 9  | 8  | 7  | 8  | 6  |

Legenda:

Luogo: C = Casa; T = Trasferta. Risultato: V = Vittoria; N = Pareggio; P = Sconfitta.

### Statistiche dei giocatori
| Giocatore    | JSL Division 1 | JSL Division 1 |
| Giocatore    | Presenze       | Reti           |
| ------------ | -------------- | -------------- |
| H. Hara      | 18             | 3              |
| A. Hashimoto | ?              | ?              |
| M. Kato      | 7              | 0              |
| K. Kawazoe   | ?              | ?              |
| S. Kitasato  | ?              | ?              |
| M. Matsunaga | ?              | ?              |
| Y. Miyazaki  | ?              | ?              |
| H. Muramatsu | ?              | ?              |
| S. Nakamura  | ?              | ?              |
| H. Nagatomi  | ?              | ?              |
| A. Natori    | 14             | 1              |
| H. Ochiai    | 2              | 0              |
| K. Ozaki     | ?              | 4              |
| K. Saito     | 12             | 0              |
| H. Sekiguchi | 9              | 1              |
| A. Sonobe    | 0              | -0             |
| H. Suzuki    | ?              | ?              |
| K. Suzuki    | ?              | 0              |
| Y. Tachibana | 0              | 0              |
| M. Taguchi   | 18             | -16            |
| H. Tsujiya   | ?              | ?              |
| M. Umeda     | ?              | ?              |
| S. Yamaguchi | 0              | -0             |
| Y. Yoshida   | ?              | ?              |